# Daniel Wise
Daniel T. Wise (24 de janeiro de 1971) é um matemático estadunidense, especialista em teoria geométrica de grupos e 3-variedades.
Obteve um PhD na Universidade de Princeton em 1996, com a tese “Non-positively curved squared complexes, aperiodic tilings, and non-residually finite groups.” É professor de matemática da Universidade McGill.
Pela teoria de cubos complexos especiais e seu estabelecimento da separabilidade de subgrupos para uma ampla classe de grupos, recebeu juntamente com Ian Agol o Prêmio Oswald Veblen de Geometria de 2013.

## Publicações selecionadas
- Wise, Daniel T. “Cubulating Small Cancellation Groups” Geom. Func. Anal. 14 (2004): 150–214.
- Wise, Daniel T. “The residual finiteness of negatively curved polygons of finite groups.” Invent. Math. 149.3 (2002): 579—617.
- Haglund, Frédéric and Daniel T. Wise, “A combination theorem for special cube complexes.” Annals of Mathematics 176.3 (2012), 1427–1482.
- Wise, Daniel T. From Riches to Raags: 3-Manifolds, Right-Angled Artin Groups and Cubical Geometry  (AMS Lecture Notes, 2012).
- Nicolas Bergeron and Daniel T. Wise A Boundary Criterion for Cubulation AJM 134.3 (2012), 843–859.